# Omaha, Texas
Omaha là một thành phố thuộc quận Morris, tiểu bang Texas, Hoa Kỳ. Năm 2010, dân số của xã này là 1021 người.

## Dân số
- Dân số năm 2000: 999 người.
- Dân số năm 2010: 1021 người.